# Гренберг, Иосиф Иванович
Гренберг, Иосиф Иванович (1802―1863) ― государственный деятель, преподаватель, философ, исследователь общих проблем правовой науки.

## Биография
Из дворян Лифляндской губернии. Учился в Феллинском уездном училище и Кёнигсбергской гимназии, по окончании которой поступил в Дерптский университет, где изучал богословские науки. В 1822 получил степень кандидата философии Дерптского университета. По сведениям Я. К. Грота, некоторое время учился в университете Або.
Определён преподавателем в ведомство М-ва народного просвещения 7 (19) января 1828. По представлению попечителя Харьковского учебного округа, действительного статского советника А. А. Перовского, утверждён в должности лектора немецкой словесности и её истории словесного отделения Императорского Харьковского университета 18 (30) июля 1828. Преподавал курс немецкого языка и литературы 4 часа в неделю студентам всех 3-х курсов словесного и 1-го курса медицинского факультетов. Составлял немецкую хрестоматию (учебник) из трех частей: в первой заключался взгляд на историю немецкого языка, с обозначением событий, способствовавших к распространению и усовершенствованию оного, и краткая история изящной литературы немецкой; во второй помещались стихотворные, а в третьей прозаические примеры для переводов.
Одновременно, с 1831/32 по 1833/34 академический год, по протекции нового попечителя Харьковского учебного округа, действительного статского советника В. И. Филатьева, и в нарушение устава университета, был назначен адъюнктом, состоящим в VIII классе, по кафедре философии этико-политического отделения.  По конспектам ординарного профессора Ф. Ф. Чанова читал курс логики 2 часа в неделю студентам 1-го курса на этико-политическом отделении, и курс логики и психологии (антропологии), по тому же конспекту, 3 часа с неделю студентам 1-го курса физико-математического и словесного отделений. По свидетельствам современников, в частности, одного из бывших его студентов С. Л. Геевского, как преподаватель философии Гренберг не обладал ни достаточной подготовкой, ни учёным авторитетом: «что он толковал, никто решительно не понял, да и он сам, кажется, плохо сознавал значение слов своих, потому что очень часто останавливался, не окончивши фразы, извинялся, что “он изъяснить не может”. Разумеется, мы все смеялись, и лекция наша была весёлым препровождением времени». Тем не менее, назначенный преподавать философские науки по решению попечителя университета, а не по призванию, он составлял собственный «полный курс философии на русском языке», не окончив работу. 
В 1833 там же защитил магистерскую диссертацию на тему: «Рассуждение об отношении, в котором находится общее право к положительному праву, к философии положительного права, к политике и этике» ― получив степень магистра теоретической и практической философии Харьковского университета.  
Высочайшим указом от 6 (18) марта 1834, по Харьковскому университету, был удостоен денежного награждения 800 руб. ассигнациями, по должности лектора немецкого языка. Приказом министра народного просвещения от 11 (23) апреля 1834, по званию магистра философии, утверждён адъюнктом философии этико-политического отделения. После назначения нового попечителя Харьковского учебного округа, в том же ― 1834, вследствие конфликта финансовых интересов, был уволен от службы при Харьковском университете, согласно приказу министра народного просвещения от 19 (31) июля 1834.
Продав дом в Харькове, с семьей переехал в С.-Петербург. Временно был прикомандирован в распоряжение В. И. Филатьева, в марте 1834 получившего чин тайного советника и должность сенатора. Не получив назначения на преподавательскую должность в столичных учебных заведениях, по протекции того же Филатьева, в 1835 определён чиновником по особым поручениям в М-во внутренних дел. В июне того же ― 1835, командирован обратно в Харьков, для ревизии дел по кредитной части Слободско-Украинского приказа общественного призрения. Тогда же ― в 1834 и 1835 гг., по ведомству М-ва внутренних дел рассматривался кандидатом на должности советника Вятского или Орловского губернских правлений. Однако, назначения не получил.  
С 1836 по 1837 ― советник Виленского губернского правления. 
С 1837 по 1839 ― советник Гродненского губернского правления. 
С 1839 по 1840 ― прокурор Гродненской губернии. 
В декабре 1840 назначен прокурором Витебской губернии. Однако, не прибывая к новой должности, из ведомства М-ва юстиции был переведён в М-во государственных имуществ, где служил на руководящих должностях с февраля 1841 по март 1849. Прибыл из Гродно в С.-Петербург 9-10.01.1841 г. Указом от 24 февраля (8 марта) 1841 с должности витебского губернского прокурора назначен управляющим Белостокской палатой государственных имуществ. Выехал из столицы в Белосток 25-26.02.1841 г. В той должности, указом от 20 марта (1 апреля) 1842, пожалован в чин коллежского советника, со старшинством с 18 (30) июля 1840. По упразднении Белостокской палаты и области, высочайшим указом от 7 (19) июня 1843, велено быть управляющим Ковенской палатой государственных имуществ.  Указом от 6 (18) августа 1845 пожалован в чин статского советника, со старшинством с 18 (30) июля 1844. Награждён знаком отличия беспорочной службы за «XV» лет (22.08.1847). Уволен от должности 8 (20) марта 1849, с причислением к Министерству государственных имуществ.
В сентябре того же ― 1849, в С.-Петербурге познакомился с Я. К. Гротом, оставившего в своих письмах некоторые сведения о семье Гренберга: «Случайно познакомился я в одном доме с председателем Ковенской палаты И. И. Гренбергом, который привёз сюда двух сыновей для отдачи в университет. Но ему отказано вследствие присланного от канцлера приказания, чтобы приостановлен был приём не финляндских уроженцев. Он в большом огорчении по этому случаю. Сам он, лифляндец родом, учился несколько времени в Абовском университете, но это ему не помогает»
Указом от 7 (19) июня 1850 переведён в М-во внутренних дел кандидатом для занятия должности в губернии.  ВП от 4 (16) апреля 1851 за № 66, по ведомству М-ва внутренних дел, назначен вице-губернатором Ковенской губернии. ВП от 10 (22) июня 1852 за № 116 уволен от службы. Согласно докладу III отделения от 2 (14) августа 1852 на высочайшее имя, увольнение Гренберга от службы и от должности ковенского вице-губернатора было признано «несправедливым». Награждён з. о. беспорочной службы за «XX» лет (22.08.1852). 
Был в отставке с 1852 по 1856 год. Переехав в столицу, с супругой ― Софией Осиповной, жил в доме Измайловой, по ул. 4-й Измайловской роты (1853―1854).  Тогда же ― осенью 1853, в С.-Петербурге купил с публичного торга просроченное и заложенное недвижимое имение Торопецкого уезда Псковской губ. Указом герольдии Сената от 11 (23) октября 1854 за № 8560 с потомством утверждён в дворянстве по ч. III ДРК Псковской губернии, по Торопецкому уезду. 
В 1856 вновь определён в службу и причислен в М-во внутренних дел кандидатом для занятия должности в губернии. ВП от 15 (27) февраля 1857 за № 34 назначен архангельским вице-губернатором.
В числе местных чиновников принимал в Архангельске Александра II, совершавшего путешествие в Соловецкий монастырь, и приглашался к столу императора 19 июня (1 июля) 1858. Указом от 26 августа (7 сентября) 1858 пожалован орденом Святого Станислава 2 степени. По должности вице-губернатора возглавлял Архангельское губернское правление, был директором губернского комитета Попечительного общества о тюрьмах, членом губернского Оспенного комитета и непременным членом губернского Статистического комитета.  Назначался председателем распорядительного комитета выставки крупного рогатого скота, бывшей 18 (30) августа 1859 года в Архангельске, по распоряжению М-ва государственных имуществ, для поощрения и развития в губернии скотоводства.
ВП от 6 (18) августа 1861 за № 23, по ведомству М-ва внутренних дел, уволен от должности, по прошению, с причислением к министерству. Исключен из списков умершим в 1863. 
Помещик Венденского уезда Лифляндской (родовая земля) и Торопецкого уезда Псковской (благоприобретенное имение) губерний. Харьковский домовладелец. 

## Научная деятельность
Кроме магистерской диссертации других научных работ не оставил. В своём исследовании И. И. Гренберг хронологически первым из российских правоведов приступил к диссертационной разработке общетеоретических вопросов учения о признаках и системе права. Следующая диссертация, посвященная разработке российскими правоведами философско-правовых вопросов, появилась спустя тридцать с лишним лет после публикации работы Гренберга. В отличие от учёных XIX в. и советского периода, современными правоведами результативность исследования Гренберга и формализованность результатов его работы признается высокой, поскольку им были «получены выводы общетеоретического характера, они конкретно выражены в формах научного знания».
Другая точка зрения, что исследование Гренберга о природе государства и права оказалось оторванным от истории развития права, «и общие рассуждения автора не имели должного влияния на дальнейшее развитие теории права, правотворческой, правоприменительной практики», поставлена под сомнение. В частности, касательно разработки общетеоретических определений правосознания. Современные учебники по теории государства и права воспроизводят определение личности на основании разработок И. И. Гренберга: «личность понимается как совокупность социальных качеств, свойств, присущих человеку, составляющих его индивидуальность. Понятие личности отражает общественный аспект природы человека, его поведения»

## Семья
- Жена ― София Иосифовна (Осиповна) Гренберг (? ― не ранее 1868). С мужем была харьковской домовладелицей: в Слободско-Украинской палате гражданского суда совершена купчая от 12 (24) января 1834, на проданный лектором Императорского Харьковского университета Иосифом Ивановым Гренбергом и женой его Софьей Осиповной, титулярной советнице Елене Афанасьевой Альбоской, двор, с имеющимся на нём на каменном фундаменте о 2-х этажах домом и прочим строением, состоящий г. Харькова, 1-й части, в Мироносицком приходе, в коем меры в длину 19 сажень и 1 ½ аршина, в поперечнике по улице 8 сажень 2 ¼  аршина, ассигнациями за 6 200 рублей. Купчая писана на 14 рублевом листе.[47] Впоследствии, по купчей от 31 марта 1843, титулярная советница Е. А. Альбоская продала дом харьковскому 3-й гильдии купцу Сергею Кондратьеву Костюрину.

В сентябре 1853 отставной статский советник И. И. Гренберг, по положению Императорского Воспитательного дома С.-Петербургского опекунского совета, состоявшегося 26 марта (7 апреля) 1853, купил с аукционного торга заложенное и просроченное имение коллежского советника Захара Богдановича Челищева, по свидетельству Псковской гражданской палаты от 10 (22) февраля 1838 за № 20339, состоящее Торопецкого уезда, в деревнях: Тарабучихе ― 4, Цыцике ― 9, 2-й Ямной ― 10, 3-й Ямной ― 14, Никулиной (Микулиной, Затеевке тож) ― 10, Большого Батова ― 22 и Малого Батова ― 5,  ― всего писанных по 8-й ревизии 74 души, с землей общего владения с разными лицами 1110 десятин 1628 сажени и единственного владения 1073 десятины 2181 сажени, в доставленной же сему имению Псковским губернским правлением описи было показано, по 9-й ревизии 58, а на лицо 55 душ муж. пола, сколько же принадлежит земли не известно, но вся она состояла в одной окружной меже и в единственном владении, на коем долга Сохранной казне состояло 4680 руб. серебром. Имение было продано с рожденными после 9-й ревизии, со всей принадлежащей к нему землей и всяким на ней строением, и с переводом долга Сохранной казне. После смерти Гренберга совладельцами указанного имения оставались вдова ― статская советница С. О. Гренберг, и дети: Николай, Карл и Виктор. 
- Сын ― Николай Осипович (Иосифович) Гренберг, потомственный дворянин, коллежский секретарь, псковский помещик. Образование получил домашнее, сдав экзамен за гимназический курс при 3-й С.-Петербургской гимназии; в службу вступил юнкером Клястицкого гусарского полка, корнет (18.02.1854―08.07.1855), по спискам полка ― Гренберг 1-й; в отставке с чином поручика (08.07.1855―24.02.1856); из отставных определён в службу прежним чином корнета драгунского Башкирского № 4-го полка (24.02.1856―15.02.1857); отчислен от полка, с оставлением по армейской кавалерии (15.02.1857―08.03.1857); переведён с переименованием в прапорщики Арзамасского драгунского полка (08.03.1857―14.02.1858); вышел в отставку по прошению, по домашним обстоятельствам, прапорщиком (14.02.1858). В том же ― 1858, определён в статскую службу к отцу, переводчиком и помощником старшего секретаря Архангельского губернского правления: коллежский регистратор (06.06.1858); губернский секретарь (14.06.1859; ст. 6.06.1858), коллежский секретарь (25.07.1862; ст. 07.06.1861).
- Сын ― Иосиф Осипович (Иосифович) Гренберг, потомственный дворянин, коллежский советник и кавалер, херсонский помещик, киевский домовладелец. Образование получил домашнее, вместе с братом Николаем сдав экзамен за гимназический курс при 3-й С.-Петербургской гимназии; в службу вступил вместе с братом Николаем юнкером Клястицкого гусарского полка, произведён корнетом (18.02.1854), по спискам полка ― Гренберг 2-й; по штатам того же полка назначен старшим адъютантом штаба 3-й лёгкой кавалерийской дивизии (01.03.1860) с квартирой в Кременчуге; штабс-ротмистром того же полка, с оставлением в той же должности (16.05.1860); переведён в Киевское интендантское окружное управление, с отчислением от полка и зачислением по армейской кавалерии (10.07.1863); отчислен от Интендантского ведомства, с оставлением по армейской кавалерии (21.01.1865); в том же чине штабс-ротмистра утверждён мировым посредником 1-го участка Литинского уезда Подольской губернии, и в той должности переименован в титулярные советники, с увольнением от военной службы, для определения к статским делам (17.11.1868); коллежским асессором (13.02.1872; ст. 17.11.1871); назначен почётным мировым судьей и переведён мировым посредником 1-го участка Летичевского уезда (07.06.1875); орд. Св. Станислава 3-й ст. (29.06.1876); надворным советником (13.01.1877; ст. 17.11.1875); вновь орд. Св. Станислава 3-й ст. (25.03.1877); переведён почётным мировым судьей и назначен мировым посредником 2-го участка Проскуровского уезда (23.09.1877); утверждён почётным мировым судьей Проскуровского уезда на новое 3-летие (24.08.1878); по окончании 3-летия считался уволенным от должности почётного мирового судьи, и из отставных надворных советников, в том же – 1881, определён в М-во внутренних дел, и. д. управляющего почтовой частью в Херсонской губернии (15.05.1881); коллежским советником (29.04.1882; ст. 17.11.1879); по прошению, уволен от службы с 04.04.1884. С потомством[48] внесён в ч. III ДРК Киевской губернии (10.08.1874). Один из его сыновей ― канцелярский чиновник Управления внутренних водных путей и шоссейных дорог, коллежский регистратор Дмитрий Осипович Гренберг, по всеподданнейшему докладу товарища главноуправляющего канцелярией Е. И. В. по принятию прошений, согласно высочайшему указу от 20 августа (2 сентября) 1916, вместе с семейством, стал именоваться по фамилии «Карпачевых»[49]
- Сын ― Карл Осипович (Иосифович) Гренберг, потомственный дворянин и кавалер, псковский помещик, классного чина не имел. Служил в Главном обществе российских железных дорог, затем видный гражданский инженер-архитектор при Одесской городской управе. Воспитанник 2-го специального класса Института корпуса инженеров путей сообщения, член Императорского Русского технического общества. Автор проектов и трудов по устройству городских инженерных систем Одессы, С.-Петербурга, Николаева, Ростова-на-Дону и др. Кавалер орд. Св. Станислава 3 степени (28.11.1878). Участник и дипломант Всероссийской художественно-промышленной выставки 1882 года.
- Сын ― Виктор Осипович (Иосифович) Гренберг, потомственный дворянин, коллежский регистратор, псковский помещик. Окончил Архангельскую гимназию; в службу вступил при отце дворянином, не имевшим чина, помощником столоначальника Архангельского губернского правления; произведён в коллежские регистраторы (25.07.1862; ст. 09.07.1861).